# 알미란테 브라운급 구축함
알미란테 브라운급 구축함(Almirante Brown-class destroyer)은 아르헨티나 해군을 위해 건조된 MEKO 360H2형 군함이다. 이 함정들은 포클랜드 전쟁 이후 1983년과 1984년 사이에 취역했다. 함급은 총 4척으로 구성되어 있으며, 알미란테 브라운급, 아르헨티나급, 헤로이나급, 사란디급이다. 헤로이나는 장기간 비활성 상태를 거쳐 2024년에 퇴역했다.
이 함정들은 출판물에 따라 프리깃 또는 구축함으로 분류된다. MEKO 360형 군함은 임무 요구사항에 따라 함정의 무장을 신속하게 변경할 수 있는 모듈식 설계를 기반으로 한다. 모듈식 구조는 또한 함정의 현대화 또는 개조를 더 쉽게 할 수 있도록 한다. 처음에는 6척이 주문되었으나, 2척은 취소되었고 MEKO 140형 선체 주문으로 대체되었다.
1979년에 주문된 이 함정들의 건조는 포클랜드 전쟁 이후 영국제 터빈이 금수조치되면서 지연되었다. 또한, 함정용 헬리콥터의 획득은 여러 차례 변경되었다. 처음에는 웨스틀랜드 링스 헬리콥터를 장착할 예정이었으나, 1982년에 주문이 취소되었다. 대체 예정이었던 아구스타-벨 AB 212 헬리콥터는 자금이 조달되지 않았고, 대신 알미란테 브라운급 전 함정이 AS 555 페넥을 운용하며, 라 아르헨티나와 사란디만 SH-3 시 킹 헬리콥터를 운용할 수 있다. 알미란테 브라운은 1990년 걸프 전쟁 작전에 참가했다. 모든 함정은 기함으로 사용될 수 있다.

## 설계 및 설명
6척이 주문되었고, 아르헨티나를 위해 두 번째 변형인 MEKO 360H2 4척이 건조되었다. 이 함정들은 현지에서 알미란테 브라운급으로 명명되었다. 이 함정들은 출판물에 따라 프리깃 및 구축함으로 분류된다. 이 설계는 모듈식 시스템의 개념을 기반으로 하며, 함정의 무장을 신속하게 변경할 수 있고 더욱 쉽게 현대화/개조될 수 있다. 각 함정은 기함으로 사용될 수 있다.
이 함정들은 2,900 롱톤 (2,900 t)의 표준 배수량과 만재 시 3,360 롱톤 (3,410 t)의 배수량을 갖는다. 선체는 길이가 전체 125.9 미터 (413 ft 1 in), 수선간 길이가 119.0 미터 (390 ft 5 in)이며, 선폭은 15 미터 (49 ft 3 in), 흘수는 5.8 미터 (19 ft 0 in)이다. 이 함정들은 2개의 프로펠러 구동축을 갖는 COGOG 시스템에 의해 구동되며, 51,800 shp 정격의 올림푸스 TM 3B 가스터빈 2개와 10,200 shp 정격의 타인 RM-IC 가스터빈 2개로 구성된다. 이 함정들은 올림푸스 가스터빈을 사용할 때 최대 30.5 노트 (56.5 km/h; 35.1 mph)의 속도를 내며, 타인 터빈을 사용할 때 18 노트 (33 km/h; 21 mph)의 속도를 낸다. MEKO 함정들은 18 노트에서 최대 4,500 해리 (8,300 km; 5,200 mi)의 항속거리를 갖는다.
아르헨티나 함정들은 중앙에 장착된 2개의 쿼드 발사대에 8개의 엑조세 MM-40 지대지 미사일과 함정 상부 구조물 후방에 장착된 아스피데 지대공 미사일용 옥터플 발사대 1개를 장착하고 있다. MEKO 360H2는 또한 상부 구조물 전방에 오토 멜라라 5-인치 (127 mm)/54 구경 함포 1문, 8문의 보포스 40 mm/70 구경 포, 2개의 트리플 마운트 324 mm (13 in) ILAS 어뢰발사관을 장착하고 있다.
함정들은 그레이스비 G1738 예인 기만 장치 대응 시스템, 브레다 105 mm (4 in) SCLAR 채프 로켓 발사기 2개(각 발사기당 20개 튜브 포함)를 장착하고 있다. 전자 지원 수단을 위해 함정들은 스핑크스 시스템과 전자 대응 수단을 위한 시미터 시스템을 장착하고 있다. 이 함급은 F 밴드에서 작동하는 시그널 DA08A 대공/대수상 수색 레이더 2개와 I 밴드에서 작동하는 시그널 ZW06 대수상 수색 레이더를 장착하고 있다. I 밴드에서 작동하는 데카 1226 항법 레이더를 갖추고 있으며, 화력 제어 시스템은 I/J 및 K 밴드에서 작동하는 시그널 STIR 레이더, I 및 J 밴드에서 작동하는 시그널 WM25, 그리고 40 mm 포대를 제어하는 LIRODA 레이더 시스템으로 지원되는 시그널 SEWACO 링크 10/11 시스템으로 제어된다. 수중 수색을 위해 함정들은 아틀라스 일렉트로닉 80 선체 장착형 액티브 수색 소나를 갖추고 있다.
알미란테 브라운급 전 함정은 헬리콥터 갑판과 격납고를 갖추고 있다. 모든 함정은 AS 555 페넥 헬리콥터를 운용하며, 라 아르헨티나와 사란디만 SH-3 시 킹 헬리콥터를 운용할 수 있다. 함정들은 26명의 장교를 포함하여 200명의 승조원을 갖는다.

## 함정
| 알미란테 브라운급 건조 데이터 | 알미란테 브라운급 건조 데이터 | 알미란테 브라운급 건조 데이터    | 알미란테 브라운급 건조 데이터 | 알미란테 브라운급 건조 데이터 | 알미란테 브라운급 건조 데이터 | 알미란테 브라운급 건조 데이터 |      |      |
| 이름                          | 번호                          | 조선소                           | 기공일                        | 진수일                        | 취역일                        | 상태                          |      |      |
| ----------------------------- | ----------------------------- | -------------------------------- | ----------------------------- | ----------------------------- | ----------------------------- | ----------------------------- | ---- | ---- |
| 알미란테 브라운급             | D-10                          | 블롬 플루스 포스, 함부르크, 독일 | 1980년 9월 8일                | 1981년 3월 28일               | 1983년 1월 26일               | 현역                          |      |      |
| 아르헨티나급                  | D-11                          | 블롬 플루스 포스, 함부르크, 독일 | 1981년 3월 30일               | 1981년 9월 25일               | 1983년 5월 4일                | 현역                          |      |      |
| 헤로이나급                    | D-12                          | 블롬 플루스 포스, 함부르크, 독일 | 1981년 8월 24일               | 1982년 2월 17일               | 1983년 10월 31일              | 2024년 퇴역                   |      |      |
| 사란디급                      | D-13                          | 블롬 플루스 포스, 함부르크, 독일 | 1982년 3월 9일                | 1982년 8월 31일               | 1984년 4월 16일               | 현역                          |      |      |
| 리바다비아급                  | D-14                          | 블롬 플루스 포스, 함부르크, 독일 | 취소                          | 취소                          | 취소                          | 취소                          | 취소 | 취소 |
| 모레노급                      | D-15                          | 블롬 플루스 포스, 함부르크, 독일 | 취소                          | 취소                          | 취소                          | 취소                          | 취소 | 취소 |

## 건조 및 경력
당초 6척이 주문되었으나, 이후 6척의 MEKO 140형 함정 주문이 이루어지면서 4척으로 줄었다. 4척 모두 독일 함부르크의 블롬 플루스 포스 조선소에서 건조되었다. 그러나 포클랜드 전쟁 중 영국제 가스터빈이 금수조치되면서 건조가 지연되었다. 이 함급은 대잠수함전 (ASW)을 위해 계획되었으며, 함정을 보완하기 위해 웨스틀랜드 링스 헬리콥터의 초기 주문이 이루어졌다. 이 주문은 1982년에 취소되었고, 대체 예정이었던 아구스타-벨 AB 212 헬리콥터는 자금이 조달되지 않았다. 1996년 AS 555 페넥 헬리콥터가 인도될 때까지 아르헨티나 해군은 함정에서 아에로스파시알 알루에트 SA 319 헬리콥터를 사용했다. 첫 번째 함정인 알미란테 브라운은 1983년에 취역했으며, 네 번째이자 마지막 함정인 사란디는 1984년에 취역했다. 알미란테 브라운은 1990년 페르시아만에서 벌어진 걸프 전쟁 작전에 참가했다.
2006년 라 아르헨티나는 시 킹 헬리콥터를 수용하기 위한 비행갑판 확장 공사를 포함한 2년간의 개조 작업을 완료했다. 사란디는 2008-2010년에 유사한 개조 작업을 거쳤다. 4척의 함정은 푸에르토 벨그라노 해군 기지에 기지를 둔 제2 구축함 전대를 구성한다. 아르헨티나 해군은 재정 문제와 수입 제한으로 인해 유지보수 및 훈련 요구사항을 충족하는 데 어려움을 겪고 있다. 알미란테 브라운급은 예비 부품이 부족하고 엔진 문제에 시달리고 있다고 보고되었다. 또한 함정의 탄약이 만료 기간이 지났다고도 보고되었다. 2020년 현재 노후화된 엑조세 및 아스피데 시스템의 작전 유효성을 유지하기 위한 작업이 진행 중인 것으로 보고되었다.

## 같이 보기
- 현용 함정 목록

## 참고 문헌
- Gardiner, Robert; Chumbley, Stephen; Budzbon, Przemysław, 편집. (1995). 《Conway's All the World's Fighting Ships 1947–1995》. Annapolis, Maryland: Naval Institute Press. ISBN 1-55750-132-7.
- Saunders, Stephen, 편집. (2009). 《Jane's Fighting Ships 2009–2010》 112판. Alexandria, Virginia: Jane's Information Group Inc. ISBN 978-0-7106-2888-6.

## 추가 자료
- Bourdette, Ignacio Amendolara. 《Guia de los buques de la Armada Argentina 2005-2006》. ISBN 987-43-9400-5. (스페인어/영어 텍스트)